# Daniel Stensson
Daniel Tom John Stensson (Stoccolma, 24 marzo 1997) è un calciatore svedese, centrocampista o difensore del Djurgården.

## Carriera

### Club
Stensson è un prodotto del settore giovanile del Djurgården, ma ha iniziato la sua carriera senior nel Brommapojkarna. Il 3 aprile 2015 ha infatti debuttato nel campionato di Superettan di quell'anno, in cui ha totalizzato 19 presenze. L'anno seguente ha collezionato 10 presenze in terza serie, vista la retrocessione occorsa al termine della stagione precedente. Per la stagione 2017 è rimasto nella terza serie svedese vestendo però la maglia dell'Assyriska in virtù di un prestito annuale.
Il 30 gennaio 2018 Stensson è stato presentato come nuovo acquisto del Mestre a titolo definitivo. Nella rimanente parte della Serie C 2017-2018 è sceso in campo in quattro occasioni di cui una da titolare, alla terzultima giornata sul campo del Fano. La società ha chiuso il torneo al decimo posto nel proprio girone, ma in estate non si è iscritta al successivo campionato ripartendo dall'Eccellenza. Stensson, che era l'unico giocatore rimasto sotto contratto per un altro anno, è rimasto così svincolato.
Qualche mese più tardi, nel febbraio 2019, è stato ingaggiato dall'Akropolis, formazione con cui a fine stagione ha centrato la prima promozione dalla terza serie alla Superettan nella storia del club. Nel campionato di Superettan 2020 Stensson ha tuttavia giocato non con l'Akropolis bensì con i colori del Dalkurd, squadra con cui ha firmato un contratto triennale valido dal gennaio 2020.
La sua permanenza al Dalkurd è durata un anno, poiché nel gennaio 2021 si è trasferito al GIF Sundsvall, altra formazione militante nella stessa categoria. Con 23 presenze, di cui 21 da titolare, ha contribuito al raggiungimento del secondo posto nella Superettan 2021 e quindi della promozione. Nella prima parte dell'Allsvenskan 2022 ha quindi ottenuto le sue prime 9 partite e la sua prima rete nella massima serie, con la segnatura che ha fissato il punteggio sul 2-1 nella vittoriosa gara casalinga contro il Malmö FF.
Nel corso del campionato 2022, a luglio, poco prima di metà torneo, Stensson è stato acquistato dal Sirius con un accordo valido fino all'estate 2026. Sin da subito è entrato nell'undici titolare dell'allenatore Daniel Bäckström, rimanendovi poi anche dall'anno seguente in poi sotto la guida del nuovo tecnico Christer Mattiasson. Nel giugno 2023, a seguito dell'imminente partenza di Marcus Mathisen, Stensson è stato nominato nuovo capitano.
Il 13 agosto 2024 è stata resa nota la sua cessione agli stoccolmesi del Djurgården, che in quel momento occupavano temporaneamente il secondo posto nell'Allsvenskan 2024 e con cui Stensson ha firmato per tre anni e mezzo, facendo dunque ritorno al club in cui egli era cresciuto. A seguito del trasferimento, il giocatore avrebbe ricevuto insulti e minacce di morte da parte dei suoi vecchi tifosi del Sirius.

### Nazionale
Ha giocato nella nazionale svedese Under-17.

## Palmarès

### Club

#### Competizioni nazionali
- Division 1: 1

Brommapojkarna: 2016